# リーズ公爵
リーズ公爵（英語: Duke of Leeds）は、かつて存在したイングランド貴族の公爵位。
初代カーマーゼン侯爵トマス・オズボーンが1694年に叙されたのに始まり、以降12代にわたって継承されたが、1964年に継承者が絶えて廃絶した。

## 歴史

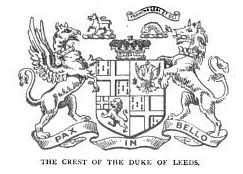
リーズ公爵オズボーン家の紋章

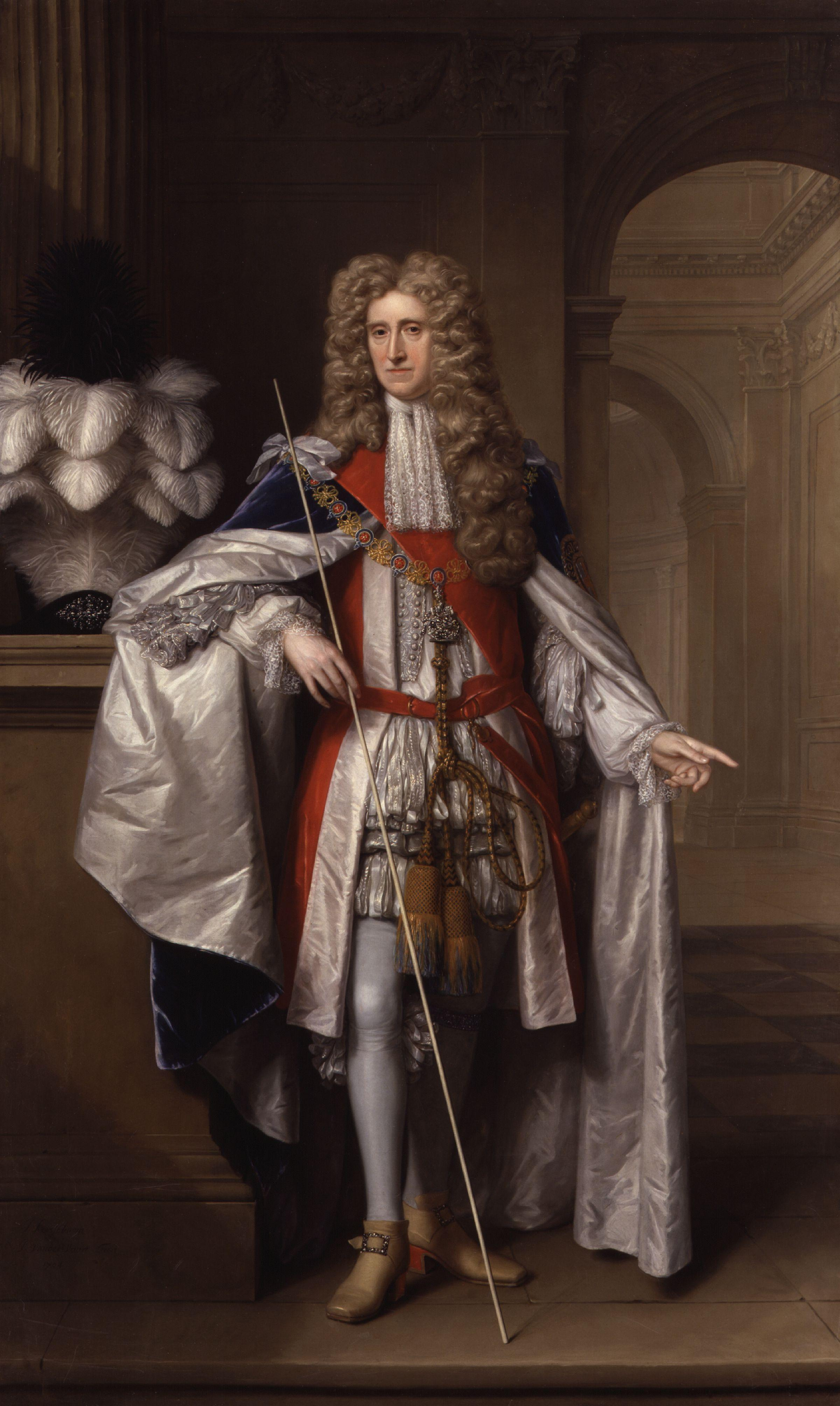
初代リーズ公爵トマス・オズボーンの肖像画

オズボーン家で最初に称号を受けたのは、エドワード・オズボーン(1596-1647) である。彼はイングランド議会の庶民院議員を務め、1620年7月13日に準男爵位を与えられた。
その息子である第2代準男爵トマス・オズボーン (1637-1742) が一気に公爵まで昇進した人物である。彼も庶民院議員として政界入りし、1673年にチャールズ2世の重用により大蔵卿に任命され、1678年に議会から弾劾されて失脚するまで国政を主導した。議会内に与党勢力「宮廷派」を形成することに努めた人物として知られる。名誉革命にも尽力したため、革命後の国王ウィリアム3世からも信任された。その間、爵位を次々と与えられ、1673年2月2日にはスコットランド貴族爵位「パース州におけるダンブレーンのオズボーン子爵 (Viscount Osburne, of Dunblane in the County of Perth) 」、1673年8月15日にはイングランド貴族爵位「ヨーク州におけるダンビーのラティマー子爵 (Viscount Latimer, of Danby in the County of York) 」と「ヨーク州におけるキヴァートンのオズボーン男爵 (Baron Osborne, of Kiveton in the County of York)」、1674年6月27日には「ダンビー伯爵 (Earl of Danby) 」、1689年4月9日には「カーマーゼン侯爵 (Marquess of Carmarthen) 」、そして1694年3月20日に「リーズ公爵 (Duke of Leeds) 」に叙せられた。初代公の死後、これらの爵位は初代公の男系男子によって継承されていく。
5代公フランシス (1700-1799) は第一次小ピット内閣において外務大臣(在職1783年-1791年)を務めたことで知られる。
5代公の最初の妻であるアメリア・ダーシーは、議会召集令状によるイングランド貴族爵位（男子がない場合に他に同じ親の女子 / 女系がなければ女子 / 女系相続可能）である「ネイスのダーシー女男爵 (Baroness Darcy de Knayth) 」と「コンヤーズ女男爵 (Baroness Conyers) 」を継承していた。そのため、5代公とアメリアの間の子である6代公ジョージ (1755-1838) は、母の死後にこの2つの男爵位を継承した。
さらに6代公の死後にはその長男である7代公フランシス・ダーシー＝オズボーン (1798-1859) に継承されているが、7代公には子供がなく、7代公の死後、リーズ公爵位は5代公の次男初代ゴドルフィン男爵フランシス (1777-1850) の長男・第2代男爵ジョージ・ゴドルフィン・オズボーン (1802-1872) に継承され、一方ダーシー男爵位とコンヤーズ男爵位は6代公の娘の子であるサックヴィル・レーン＝フォックスに継承された。したがって8代公以降の当主はダーシー男爵位とコンヤーズ男爵位を持たず、代わりに連合王国貴族爵位「ゴドルフィン男爵 (Baron Godolphin) 」を所持している。
その後、11代公まで8代公の直系で相続されたが、11代公ジョン (1901-1963) には娘しかなかった。そのため彼の死後には初代ゴドルフィン男爵フランシスの三男シドニー・ゴドルフィン・オズボーン(1808-1889) の孫であるダーシー・オズボーン(1884-1964) が12代リーズ公爵位を継承した。しかし彼も襲爵から1年たらずで子供無く死去した。他に継承資格者はなかったので、12代公の死をもってリーズ公爵位とすべての付随爵位が廃絶となった。

## 一覧

### オズボーン準男爵 (1620年)
- 初代準男爵サー・エドワード・オズボーン (1596–1647)
- 2代準男爵サー・トマス・オズボーン (1632–1712)、初代準男爵の唯一の男子
  - 1673年にオズボーン子爵、1674年にダンビー伯、1689年にカーマーゼン侯、1694年にリーズ公に叙される

### リーズ公 (1694年)
- 初代リーズ公トマス・オズボーン (1632–1712)
- 2代リーズ公ペレグリン・オズボーン (1659–1729)、初代公の次男
- 3代リーズ公ペレグリン・ハイド・オズボーン (1691–1731)、2代公の唯一の男子
- 4代リーズ公トマス・オズボーン (1713–1789)、 3代公の唯一の男子
- 5代リーズ公フランシス・ゴドルフィン・オズボーン (1751–1799)、4代公の唯一の男子
- 6代リーズ公ジョージ・ウィリアム・フレデリック・オズボーン (1775–1838), 5代公の長男
- 7代リーズ公フランシス・ジョージ・ゴドルフィン・ダーシー・ダーシー＝オズボーン (1798–1859)、6代公の長男
- 8代リーズ公ジョージ・ゴドルフィン・オズボーン (1802–1872)、5代公の次男初代ゴドルフィン男爵フランシス（英語版）の長男
- 9代リーズ公ジョージ・ゴドルフィン・オズボーン (1828–1895)、8代公の長男
- 10代リーズ公ジョージ・ゴドルフィン・オズボーン (1862–1927)、9代公の次男
- 11代リーズ公ジョン・フランシス・ゴドルフィン・オズボーン (1901–1963)、10代公の唯一の男子
- 12代リーズ公フランシス・ダーシー・ゴドルフィン・オズボーン（英語版） (1884–1964)、初代ゴドルフィン男爵の三男シドニー（英語版）の孫
  - 彼の死によりリーズ公爵位はじめ全保有爵位の継承者が絶え、廃絶した。